# Mordella rufipennis
Mordella rufipennis es una especie de coleóptero de la familia Mordellidae.

## Distribución geográfica
Habita en Chile.